# Hyalobole orthosioides
Hyalobole orthosioides är en fjärilsart som beskrevs av W. Warren 1911. Hyalobole orthosioides ingår i släktet Hyalobole och familjen nattflyn. Inga underarter finns listade i Catalogue of Life.